# Ontmoeting tussen water en land
De Ontmoeting tussen water en land is een kunstwerk bij de zeesluizen van het Eemskanaal in Farmsum bij de haven van Delfzijl.
Het was een werk van Hildo Krop met een 10 meter hoge marmeren sokkel met daarop drie bronzen standbeelden. De drie beelden af een zeeman, een landarbeidster en een scheepslasser, zij staan voor de scheepvaart, landbouw en industrie, de drie bronnen van inkomsten voor de omgeving.
Het geheel dreigde anno 2008 te verdwijnen wegens slecht onderhoud en dure reparatiekosten. Het werk is verwijderd, de standbeelden zijn gerestaureerd, waarna zij in 2016 op een nieuwe kleinere (roze-kleurige) sokkel bij de sluis zijn geplaatst.